# Blainn
Blainn (altnordisch Bláinn) ist in der nordischen Dichtung ein Begriff, der auch für mythische Wesen verwendet wurde. Er wurde sowohl als Umschreibung für den Vorzeitriesen Ymir als auch für Zwerge  gebraucht. Das Wort konnte aber auch zur Umschreibung von nichtmythischen Dingen verwendet werden, wie zum Beispiel einem Teil des Himmels.
Bláinn gilt als Ableitung von altnordisch blár „blau, dunkel, schwarz“. Man übersetzt somit die mythischen Namen als „der Dunkel-Farbige“, „Blau-Leiche“ oder „der Blauende.“
Der Begriff findet sich in den Texten der eddischen Dichtung nur in der Völuspá:
„Þá gengo regin ǫll á rǫcstóla,

Ginnheilog goð, oc um þat gættuz,

hverr scyldi dverga dróttin scepia,

ór Brimis blóði oc ór Bláins leggiom.“
„Da schritten alle Rater zum Richterstuhl,

die heiligsten Götter, und beratschlagten,

wer das Volk der Zwerge erschaffen sollte

aus Brimirs Blut und aus Blainns Knochen.“
– Völuspá 9
Die Wendung „aus Brimirs Blut und Blainns Knochen“ scheint darauf anzuspielen, dass die Götter das Meer und die Berge aus Ymirs Blut und Knochen schufen, wie zwei andere Lieder der Lieder-Edda, das Grimnismál und das Vafþrúðnismál, überliefern. Demnach steht die Wendung für den Vorzeitriesen Ymir. Man mutmaßt, dass Bláinn als Umschreibung für den Riesen gebraucht werden konnte, weil nach den beiden Liedern der Himmel aus seinem Schädel erschaffen wurde – und damit auch das Blau des Himmels.
In den Þulur wird Bláinn als Heiti für Zwerg angeführt. Das heißt, ein Dichter konnte Bláinn als alternatives Wort für Zwerg verwenden. Darin sieht man den Namen eines unbekannten Zwerges.